# Idaea determinata
Idaea determinata là một loài bướm đêm trong họ Geometridae.